# Orchis angusticruris
Orchis angusticruris är en orkidéart som beskrevs av Adrien René Franchet. Orchis angusticruris ingår i släktet nycklar, och familjen orkidéer. Inga underarter finns listade i Catalogue of Life.